# Chykie Brown
Chykie Brown (Houston, 26 dicembre 1986) è un giocatore di football americano statunitense che gioca nel ruolo di cornerback per i Baltimore Ravens della National Football League (NFL). Fu scelto nel corso del quinto giro (164º assoluto) del Draft NFL 2011 dai Ravens. Al college ha giocato a football all’Università del Texas.

## Carriera professionistica
Brown fu scelto dai Baltimore Ravens nel corso del quinto giro del draft 2011. Nella sua stagione da rookie disputò sette partite, nessuna delle quali come titolare, mettendo a segno 4 tackle e un passaggio deviato. Nella stagione 2012 disputò tutte le 16 partite, una come titolare, salendo a 25 tackle e 6 passaggi deviati, coi Ravens che arrivarono a vincere il Super Bowl XLVII contro i San Francisco 49ers. Nella successiva giocò ancora tutte le 16 gare, nessuna come titolare, con 10 tackle.

## Palmarès
- Super Bowl : 1

Baltimore Ravens: Super Bowl XLVII
- American Football Conference Championship: 1

Baltimore Ravens: 2012

## Statistiche
| Partite totali      | 39 |
| Partite da titolare | 1  |
| Tackle totali       | 39 |
| Sack                | 0  |
| Intercetti          | 0  |

Statistiche aggiornate alla stagione 2013